# Salamanca (Chile)
Salamanca je chilské město a obec, která se nachází v jihovýchodní části regionu Coquimbo. Jeho komunální území patří do provincie Choapa. Mnoho obyvatel pracuje v zemědělství, ale většina ekonomiky má základy v dolech.

## Historie
Město bylo založeno 29. listopadu 1844 guvernérem Illapela Joaquina Ceballa.
Město se nachází na severním břehu řeky Choapa, vedle starověkého indického sídla, které bylo součástí „Commit Choapa“, a stálo na místě, které je nyní známé jako Chalinga. V roce 1897 mělo město Salamanca již kolem 2 000 obyvatel. Město již mělo církev, telegrafní úřad, občanskou registraci a obecní úřad.
Z mnoha farem, které byly součástí výroby Choapa, byly některé parcelovány podle zákona o usedlosti z roku 1928. Kromě města rostlo i zemědělství. Bylo zavlažováno něco přes 8 000 akrů.
Na konci šedesátých let v důsledku programu CORA se program koncentrace venkovského obyvatelstva Choapa Valley drží ve vesnicích, které se nacházejí na obou březích stejnojmenné řeky a v roce 1982 vytvářejí městské oblasti.

## Demografie
Podle sčítání lidu Národního statistického institutu z roku 2002 se Salamanca rozkládá na ploše 3 435,3 km2 (1 330 čtverečních mil) a má 24 494 obyvatel (13 043 mužů a 11 451 žen). Z toho 12 689 (51,8%) žilo v městských oblastech a 11 805 (48,2%) ve venkovských oblastech. Mezi sčítáními lidu v letech 1992 a 2002 vzrostla populace o 5,9% (1 368 osob).

## Administrace
V obci Salamanca je administrativní rozdělení Chile spravováno obecnou radou, v čele s „Alcalde“, který je přímo volen každé čtyři roky. Alcalde 2008-2012 je Gerardo Rojas Escudero (PPD). Rada má tyto členy:
- Pedro Chávez González
- Roberto Rondanelli Hidalgo
- Rubén Sacre Barlaro
- Omar Alamos Calderón
- Carlos Rojas Tapia
- Enrique Tapia